# Шереги, Франц Эдмундович
Фра́нц (Фере́нц) Эдму́ндович Ше́реги (род. 20 ноября 1944, г. Севлюш, Королевство Венгрия (ныне Виноградов, Закарпатская область) — советский и российский социолог. Кандидат философских наук. Основатель и директор Центра социального прогнозирования.

## Биография
Из венгерской семьи, в детстве посещал курсы при католической церкви. Вступил в КПСС во время службы в Советской армии. С 1968 года работал переводчиком с венгерского языка в Высшей комсомольской школе при ЦК ВЛКСМ в Москве. В 1971 году заочно окончил Ужгородский государственный университет, получил специальность математика. До 1973 года работал учителем средней школы, переводчиком венгерского языка.
В 1976 году окончил аспирантуру Института социологии АН СССР под руководством В. Э. Шляпентоха и защитил диссертацию «Совершенствование проекта выборки на стадии пробного исследования» на соискание учёной степени кандидата философских наук.
Ответственный секретарь журнала «Социологические исследования» (1977—1978), ныне член редколлегии. В 1978—1988 годах — научный сотрудник отдела рабочей молодёжи, заведующий сектором, заведующий отделом изучения общественного мнения Научно-исследовательского центра ЦК комсомола. По собственному признанию, благодаря изучению социальных проблем строителей БАМа, он смог предвидеть распад СССР: «в 1983 году у меня не осталось сомнений в том, что русская молодёжь, и вообще представители нетитульных национальностей, стали вытесняться из национальных республик. Центральная власть об этом знала и содействовала переселению русских путём финансирования так называемых „ударных строек“. Я сделал следующий вывод: социальные фонды национальных республик стали скудеть, рабочих мест, где имелись социальные гарантии (детские сады, дома отдыха, профилактории, возможность получить жильё), с трудом хватает только для представителей титульных национальностей; такая ситуация может привести к межнациональным противоречиям и центральная власть постепенно „выводит“ из национальных республик русскую молодёжь. Тогда я и пришёл к выводу: СССР стоит перед распадом».
В 1988—1990 годах — директор Центра социального мониторинга Российского независимого института социальных и национальных проблем. В 1990 году основал и возглавил Центр социального прогнозирования и маркетинга. Помимо прикладных работ, Центр занимается интернет-публикациями классических трудов по социологии.
Автор более 50 монографических работ по методологии социологических исследований. В соавторстве с академиком М. К. Горшковым разработал первое интерактивное учебное пособие по прикладной социологии Архивная копия от 27 января 2012 на Wayback Machine (2011).
Сын — Артур (род. 1976), ныне руководит Центром социального прогнозирования и маркетинга.

## Основные работы
- Ожегов Ю. П., Блинов Н. М., Шереги Ф. Э. Политическая культура и молодёжь. — М.: Молодая гвардия, 1982.
- Белкин Е. В., Шереги Ф. Э. Формирование населения в зоне БАМ. — М.: Мысль, 1985.
- Как провести социологическое исследование / Под ред. М. К. Горшкова и Ф. Э. Шереги. — М.: Политиздат, 1985. (переведена на монгольский язык в 1989 г. и издана в Монголии)
  - 2-е изд. 1990;
- Шапиро В. Д., Червяков В. В., Шереги Ф. Э. Межнациональные конфликты и проблемы беженцев. — Т. 1 и Т. 2. — М.: ИСИ АН СССР, 1991.
- Основы прикладной социологии: учебник для вузов / Под ред. М. К. Горшкова и Ф. Э. Шереги. — М.: Интерпракс, 1996.
  - Шереги Ф. Э., Горшков М. К. Прикладная социология: учебное пособие для вузов. — М.: ЦСП, 2003.
- Шереги Ф. Э., Харчева В. Г., Сериков В. В. Социология образования: Прикладной аспект. — М.: Юристъ, 1977.
- Шереги Ф. Э., Абросимова Е. А. Общественные инициативы в сфере права. — М.: ИМА-пресс, 1999.
- Шереги Ф. Э., Малкин В. И. Правовая реформа в России. — М.: Academia, 1999.
- Социология образования: Прикладные исследования. — М.: Academia, 2001.
- Социология права: Прикладные исследования. — СПб.: Алетейя, 2002.
- Шереги Ф. Э., Абросимова Е. А. Правовые инициативы некоммерческих организаций России. — М.: Университет, 2002.
- Социология предпринимательства: прикладные исследования. — М.: ЦСП, 2002.
- Шереги Ф. Э., Дмитриев М. Н., Арефьев А. Л. Научно-педагогический потенциал и экспортные возможности российских вузов. — М.: ЦСП, 2002.
- Дети с особыми потребностями: Социологический анализ. — М.: ЦСП, 2003.
- Социология политики: Прикладные исследования. — М.: ЦСП, 2003, 2004.
- Шереги Ф. Э., Зайцев С. Б. Оценка наркоситуации в среде детей, подростков и молодёжи. — М.: Московский городской фонд поддержки школьного книгоиздания, 2004.
- Арефьев А. Л., Чепурных Е. Е., Шереги Ф. Э. Международная деятельность в области образования: Практика, исследования, анализ. — М.: ЦСП, 2005.
- Шереги Ф. Э., Стриханов М. Н. Наука в России: Социологический анализ. — М.: ЦСП, 2006.
- Шереги Ф. Э., Константиновский Д. Л., Арефьев А. Л. Взаимодействие российских вузов с международными фондами и организациями. — М.: ЦСП, 2006.
- Горшков М. К., Шереги Ф. Э. Национальный проект «Образование»: Оценки экспертов и позиция населения. — М.: ЦСП, 2008.
- Горшков М. К., Шереги Ф. Э. Молодёжь России: Социологический портрет. — М.: ЦСП, 2010. (электронная версия — 2010).
- Горшков М. К., Шереги Ф. Э. Российская молодёжь в контексте социологического анализа / Russian youth within the context of sociological analysis Архивная копия от 9 июня 2020 на Wayback Machine. — М.: ФНИСЦ РАН, 2019. — 263 с.
- Горшков М. К., Шереги Ф. Э. Молодёжь России в зеркале социологии: К итогам многолетних исследований. — М.: ФНИСЦ РАН, 2020. — 688 с.